# Crenichthys baileyi
Crenichthys baileyi és una espècie de peix de la família dels goodèids i de l'ordre dels ciprinodontiformes. Es troba a Nord-amèrica: el sud-est de Nevada (els Estats Units).

## Subespècies
- Crenichthys baileyi albivallis (Williams & Wilde, 1981)
- Crenichthys baileyi baileyi (Gilbert, 1893)
- Crenichthys baileyi grandis (Williams & Wilde, 1981)
- Crenichthys baileyi moapae (Williams & Wilde, 1981)
- Crenichthys baileyi thermophilus (Williams & Wilde, 1981)[2]